# Lísta
Lísta är en ort i Grekland.   Den ligger i prefekturen Thesprotia och regionen Epirus, i den nordvästra delen av landet, 300 km nordväst om huvudstaden Aten. Lísta ligger 466 meter över havet och antalet invånare är 223.
Terrängen runt Lísta är varierad. Runt Lísta är det mycket glesbefolkat, med 6 invånare per kvadratkilometer. Närmaste större samhälle är Parakálamos, 15,8 km nordost om Lísta. 